# Cratere Gegania
Gegania è un cratere sulla superficie di 4 Vesta.